# Nilda Fernández
Nilda Fernández   (Barcelona, 27 d'octubre de 1951 - Montpeller, 19 de maig de 2019), va ser un cantant francès d'origen català. Va créixer a Lió i va desenvolupar tota la seva carrera artística a França.
Entre els seus temes més populars s'hi troben 'Nos fiançailles' o 'Madrid Madrid', reinterpretada per Miguel Bosé. Va enregistrar el seu primer àlbum el 1981 i el 1992 va ser nominat a Millor Promesa Masculina als premis Victoires de la Musique. També va rebre el gran premi de l'Acadèmia Charles Cros. Destacava per la seva veu aguda i d'aspecte fràgil.
Va morir a causa d'una insuficiència cardíaca als 61 anys.